# Blacktown, New South Wales
Blacktown este o suburbie în Sydney, Australia.